# Rumba catalane
La rumba catalane est un dérivé de la rumba flamenca mais elle intègre des influences du son cubain et du mambo. 

## Présentation

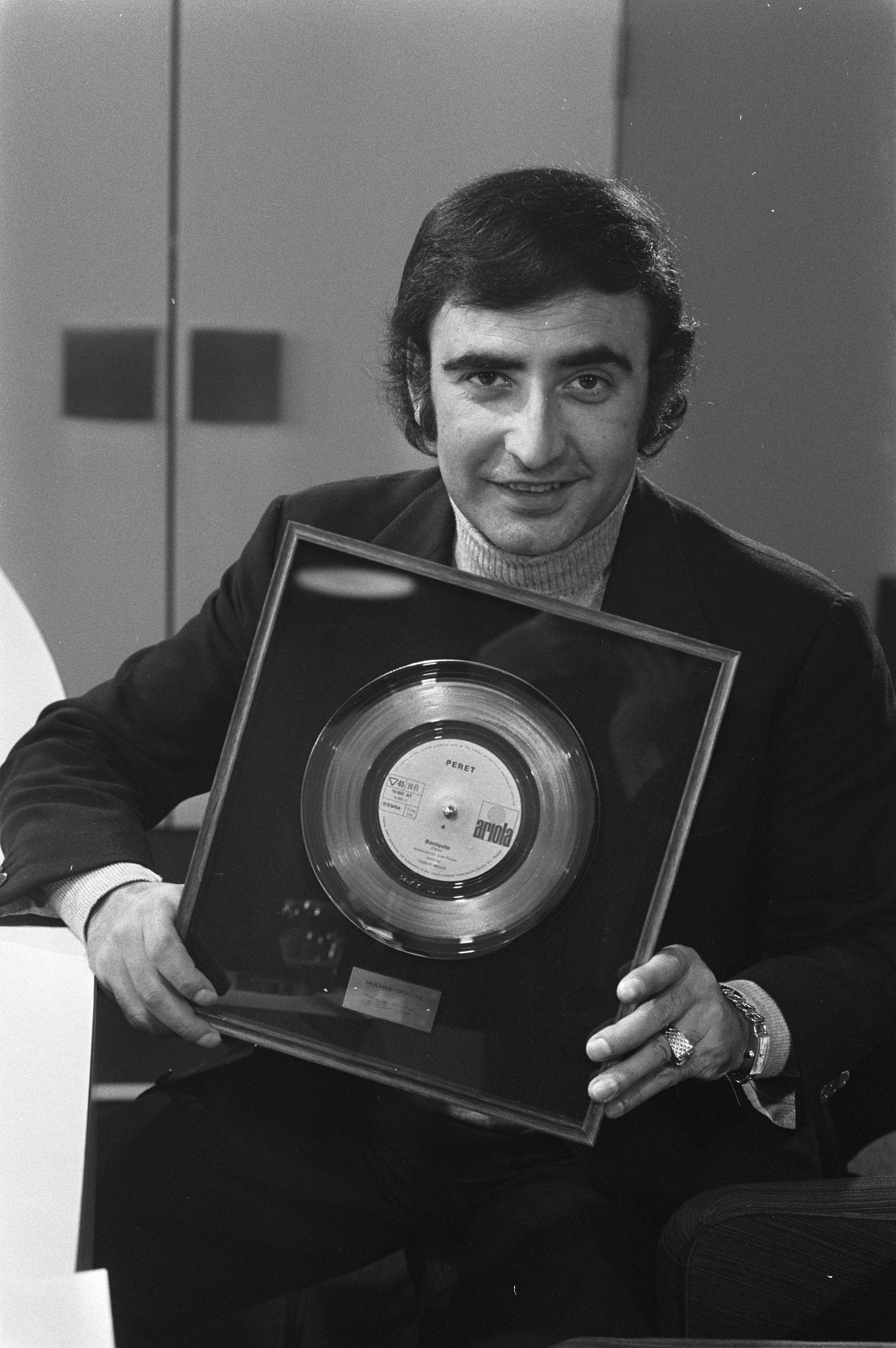
Peret en 1971 recevant un disque d'or pour Borriquito.

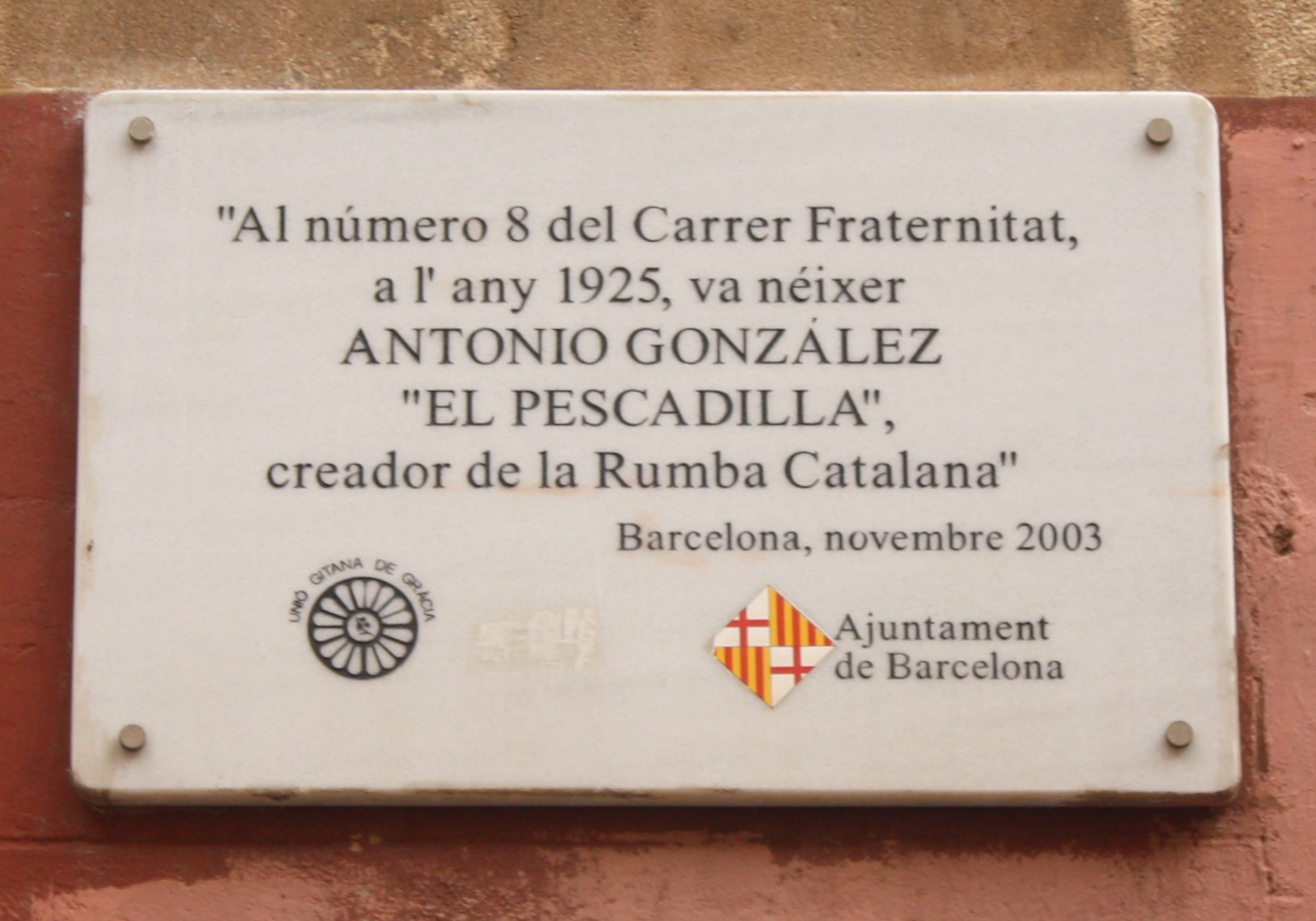
Plaque commémorative à El Pescaílla créateur de la rumba catalane.

La naissance de la rumba catalane commence dans les rues du Raval de Barcelone avec des personnages tels que Orelles ou El Toqui.
Le plus important représentant de la rumba catalane, développée principalement à partir des années 1960, est Peret, de son vrai nom Pedro Pubill Calaf, inventeur du ventilador. La rumba catalane mélange les ingrédients de la rumba flamenca, du son et du mambo mais également du rock. Parmi ses ambassadeurs les plus célèbres citons aussi Gato Pérez et El Pescaílla, qui est à l'origine de sa création.
Le 24 juillet 2015, le parlement de Catalogne accorde à la rumba catalane le statut de Patrimoine d'intérêt culturel et musical de Catalogne.